# Авраменко Тетяна Василівна
Авраменко Тетяна Василівна (4 вересня 1958, Чаркесар Наманганська область, Узбекистан — 11 листопада 2022, Вюрцбург, Баварія) — український акушер-гінеколог, доктор медичних наук (2005). Професор (2006). Заслужений лікар України. Членкиня Асоціації акушерів-гінекологів України. Засновниця школи акушерської ендокринології в Україні. Викладач Європейської школи з вивчення діабету.

## Освіта
Закінчила Дніпропетровський медичний інститут (1981). З 1982 року в Інституті педіатрії, акушерства та гінекології АМНУ (Київ). Учениця професорки Лєни Гутман.
У 2007 році стала науковим керівником відділу акушерської кардіології. З 2011 року — науковий керівник відділення акушерської ендокринології та патології плода.
У 1999—2006 роках викладала на кафедрі військової хірургії Української військово-медичної академії, професор. Понад 20 років працювала спеціалістом-консультантом санітарної авіації при Міністерстві охорони здоров'я України.
Померла 11 листопада 2022 року у місті Вюрцбург, Німеччина, де перебувала на лікуванні від онкологічного захворювання. Похована у Кропивницькому.

## Наукові інтереси
Працювала науковим керівником відділення акушерської ендокринології та патології розвитку плода з 2011 року, до цього була науковим керівником відділу акушерської кардіології. Займається перебігом вагітності, пологів та післяпологового періоду, стан імунологічної реактивності у жінок з хронічними захворюваннями печінки і жовчних шляхів; розробила поетапну систему перинатальної охорони плода при цукрового діабеті, яка була впроваджена у перенатальних центрах України. Неодноразово проходила стажування в клініках Португалії, Канади і є членом Європейської асоціації акушерів-гінекологів, членом Американської і Української асоціацій ендокринологів, з 2000 року є членом Сент-Вентсенської декларації від України. Має науковий стаж 39 років, за свій робочий стаж прийняла пологи у 150 тисяч жінок.
Саме Тетяна Авраменко вперше розробила нову систему перинатальної охорони плода при цукровому діабеті, яку було впроваджено у всі перинатальні центри України та яка вивчалась Європейською школою з вивчення діабету. Впровадження наукових розробок та сучасних практичних підходів дозволило знизити показники материнської та перинатальної смертності в Україні у 6 разів.
Як науковий керівник підготувала одного доктора медичних наук, 5 кандидатів медичних наук та 10 клінічних ординаторів.

## Наукові праці
У доробку понад 240 друкованих робіт, 2 посібника для студентів, 2 монографії, 4 методичні рекомендації, 10 патентів.

## Нагороди та відзнаки
Неодноразово нагороджувалася Похвальними грамотами Академії медичних наук України, подяками від КМДА за наукові досягнення в галузі акушерської ендокринології.
За досягнення у вивченні нових підходів у лікуванні діабету у вагітних була нагороджена державною відзнакою Орденом Святої Княгині Ольги.
У 2021 році за забезпечення якості медичної допомоги новонародженим дітям в умовах розбудови перинатальної служби в України, указом Президента України Володимира Зеленського була відзначена державною нагородою — Національною премією України ім. Бориса Патона у галузі науки і техніки.